# Parallel History Project
Das Parallel History Project (abgekürzt PHP, ausführlicher Parallel History Project on Cooperative Security) ist ein Projekt und eine Dokumentensammlung zur Geschichte des Kalten Krieges, die durch die Kooperation zwischen Historikern der Geschichte der östlichen wie westlichen Militärbündnisse zustande gekommen sind. Das Projekt wurde von eigenen Tagungen begleitet und gibt neben Online-Dokumenten auch eigene Publikationen heraus. Das PHP ist am Center for Security Studies (CSS) der Eidgenössischen Technischen Hochschule in Zürich angesiedelt. Der Ursprung des Projektes war die zunehmende Öffnung von Archiven der NATO und des Warschauer Pakts für die Forschung in den 1990er Jahren. Dies erlaubte die Gegenüberstellung von vormals geheimen Dokumenten und Plänen, die sich entlang der Zeitachse parallel zueinander entwickelten – daher der ursprüngliche Projektname Parallel History Project on NATO and the Warsaw Pact. Das Projekt hat also nichts mit „alternate history“ gemein. Der erste PHP-Workshop fand 1999 in Graz statt. Das Projekt wird seit der Gründung vom amerikanischen Historiker Vojtech Mastny koordiniert.